# Ordine della Repubblica (Uruguay)

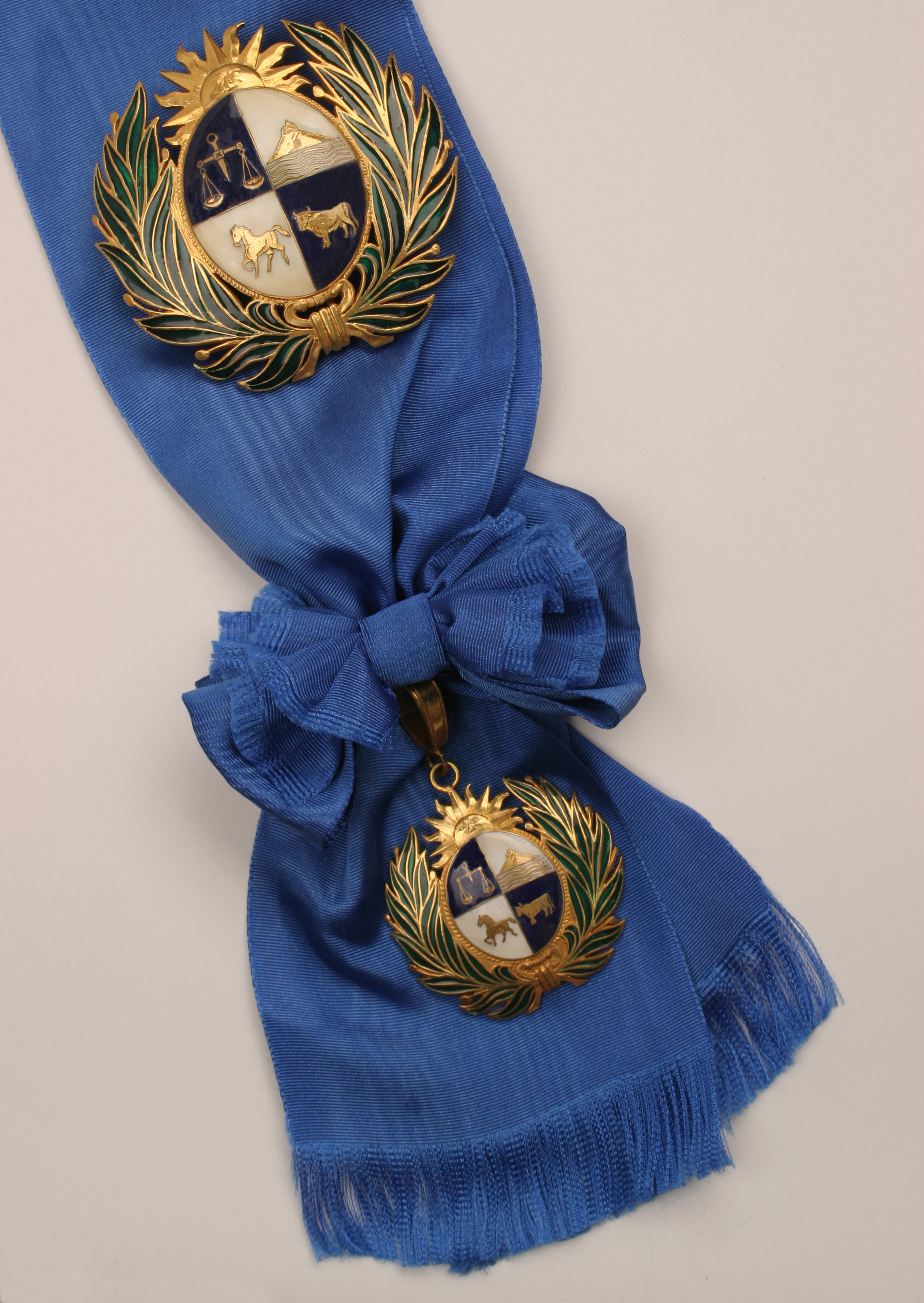
Ordine della Repubblica dell'Uruguay

L'Ordine della Repubblica dell'Uruguay (Orden de la Républica) era un'onorificenza dell'Uruguay. Fu istituita nel 1985 dall'amministrazione civile-militare che governava l'Uruguay. Dopo il ritorno della democrazia è caduta in disuso. 
L'onorificenza era conferita ai militari di alto grado. Alcuni affermano c'era una sola classe, la Gran Croce; secondo altre fonti c'erano due classi, Cavaliere e Commendatore.
L'insegna era costituita da una croce blu bordata di bianco, che portava al centro lo stemma dell'Uruguay; la croce era circondata dal sole di maggio. Il nastro era di colore blu e bianco.

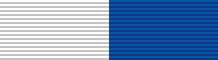
Nastro dell'ordine